# Siegrun Jäger

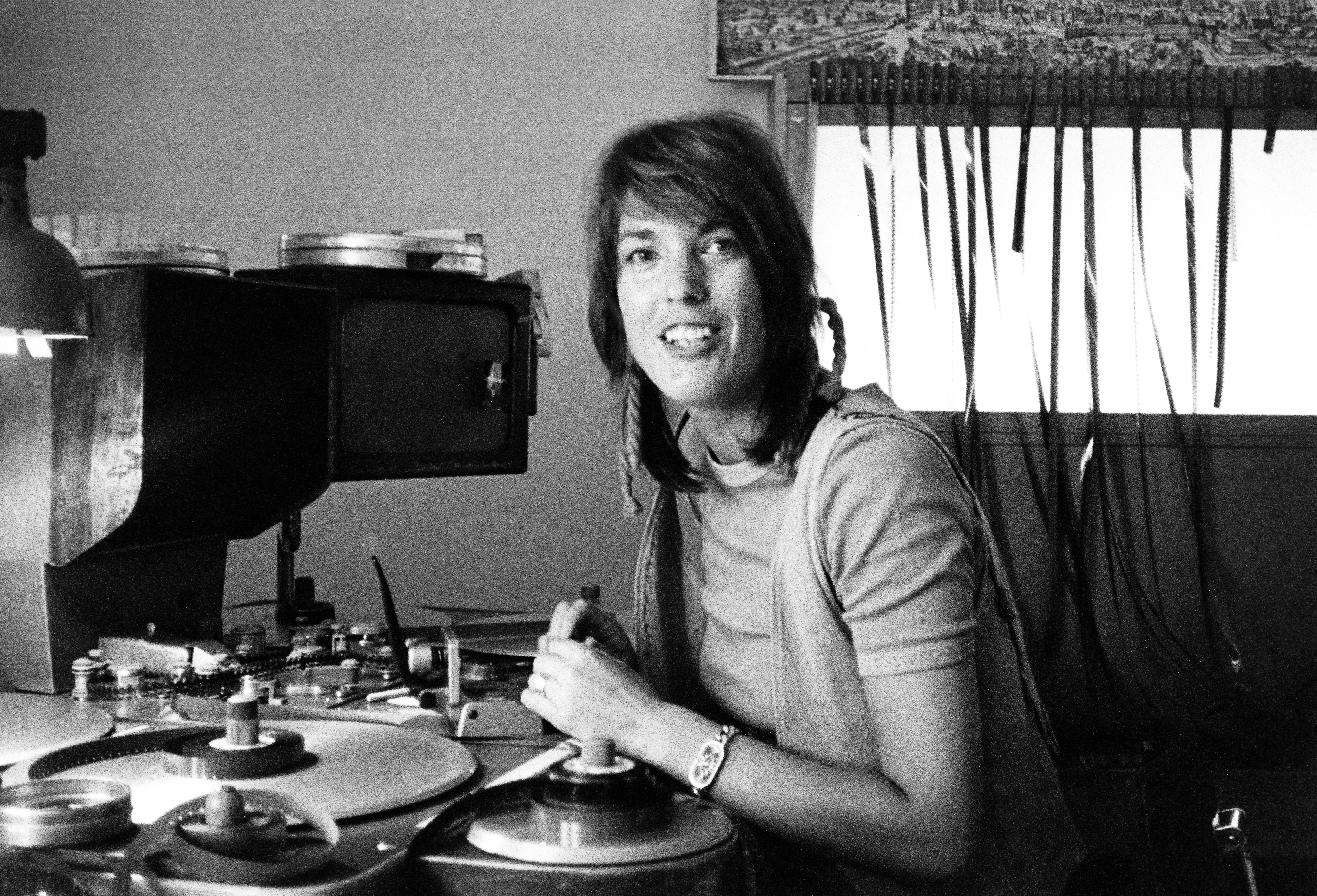
Siegrun Jäger 1962 als Schnittassistentin beim SFB

Siegrun Jäger (* 30. August 1941 in Berlin; † 9. Januar 2022 ebenda) war eine deutsche Filmeditorin. In ihrer von Mitte der 1960er Jahre bis 2002 währenden Karriere war sie für den Filmschnitt von über 50 Produktionen verantwortlich. Ihr Name erscheint in manchen Vor- und Abspännen auch als Sigrun Jäger, Susi Jäger, Siegrun Uterhardt, Siegrun Jäger-Uterhardt oder Siegrun Jäger-Amado.

## Leben und Werk
Siegrun Jäger gehört zu den vielseitigsten Schnittmeisterinnen ihrer Generation. Gleichermaßen für Kino und Fernsehen tätig, umfasst ihr Lebenswerk Spielfilme fast aller Genres: Drama, Melodram, Komödie, Liebesfilm, Kostümfilm, Abenteuerfilm, Krimi, Thriller, Horror. Auch mehrere Dokumentarfilme hat sie montiert. Ihre große Bandbreite zeigt sich zudem darin, dass in ihrer Filmografie, neben etlichen preisgekrönten und künstlerisch herausragenden Werken, auch berüchtigte Exploitationfilme wie Hexen bis aufs Blut gequält (1970) auftauchen.
Nach ihrem Schulabschluss 1957 begann Jäger eine Lehre als Fotolaborantin bei der Spezial-Kopieranstalt Albert Griebmanns in Berlin-Schöneberg. 1959 legte sie die Prüfung für Fotolaboranten vor der Industrie- und Handelskammer ab. Im Anschluss war sie als Au-pair in London. Zurückgekehrt nach Berlin, arbeitete sie ab Februar 1961 beim Sender Freies Berlin (SFB), zunächst als Filmschnitt-Volontärin und Schnittassistentin.
1962 war Siegrun Jäger Schnittassistentin bei dem SWF-Fernsehspiel Stück für Stück und arbeitete dabei erstmals mit Filmregisseur Peter Lilienthal zusammen; es wurde der Auftakt einer langjährigen Kreativpartnerschaft. Bei Lilienthals 1967 erschienenen Fernsehspiel Abgründe montierte Jäger das Segment „Claire“, während ihre Kollegin Annemarie Weigand für das Segment „Robert“ zuständig war. Ab diesem Zeitpunkt arbeitete Jäger als eigenständige Editorin und realisierte weitere 13 Filme mit Lilienthal. Für dessen Doku-Drama Der Aufstand erhielt sie 1980 den Deutschen Filmpreis für den besten Schnitt. Außerdem entstanden enge Partnerschaften mit den Regisseuren Wolf Gremm (5 Filme) und Norbert Kückelmann (6 Filme).
Siegrun Jäger wurde während ihrer Karriere auch als Mentorin geschätzt, die jungen Anfängern wichtige Erfahrungen mitgab – zu einer Zeit, als der Weg in den Beruf noch fast ausschließlich über die Praxis als Schnittassistent führte, und nicht über eine Filmhochschule. Einige ihrer Assistenten wurden später selbst renommierte Editoren, wie z. B. Ursula Höf:

„1973 kam ich als Assistentin zu Siegrun Jäger. Sie hatte den Ruf der „Besonderen“, arbeitete immer wieder mit Peter Lilienthal und dem Neuen Deutschen Film und seinen Autoren. Wir haben mehr als zwei Jahre zusammengearbeitet und sie hat mir dann bei dem Übergang zum Schnitt sehr geholfen. (...) Eine Assistentin hat damals vorwiegend im gleichen Schneideraum gearbeitet wie die Filmeditorin und natürlich alle Diskussionen mit der Regie mitbekommen, sie war häufig erstes Publikum und Gesprächspartnerin. Das war die Ausbildung. Von Susi Jäger habe ich aber auch die wichtigste Haltung zur Arbeit gelernt, den Anspruch, immer das Beste zu wollen, nicht aufzugeben, aber immer offen zu sein für alle künstlerischen Ausdrucksmittel.“

## Filmografie (Auswahl)
- 1967: Abgründe (TV-Spielfilm. Segment „Claire“, 37 Min., als Siegrun Uterhardt geschnitten) – Regie: Peter Lilienthal
- 1967: Verbrechen mit Vorbedacht (TV-Spielfilm) – Regie: Peter Lilienthal
- 1968: Tramp oder der einzige und unvergleichliche Lenny Jacobsen (TV-Spielfilm) – Regie: Peter Lilienthal
- 1969: Mehrmals täglich / Darf ich Sie zur Mutter machen? – Regie: Ralf Gregan
- 1970: Hexen bis aufs Blut gequält – Regie: Adrian Hoven, Michael Armstrong
- 1971: Der Tagesspiegel. Ein Film für Westberliner Zeitungsleser und Journalisten (TV-Dokumentarfilm) – Regie: Klaus Wildenhahn
- 1971: Jakob von Gunten (TV-Spielfilm) – Regie: Peter Lilienthal
- 1973: Hexen – geschändet und zu Tode gequält – Regie: Adrian Hoven
- 1973: Die Gräfin von Rathenow (TV-Spielfilm) – Regie: Peter Beauvais
- 1975: Das Leben des schizophrenen Dichters Alexander März (TV-Spielfilm) – Regie: Vojtěch Jasný
- 1975: Familienglück – Regie: Ingo Kratisch, Marianne Lüdcke
- 1975: Es herrscht Ruhe im Land (TV-Spielfilm) – Regie: Peter Lilienthal
- 1976: Sommergäste – Regie: Peter Stein
- 1976: Lieb Vaterland magst ruhig sein – Regie: Roland Klick
- 1976: Bomber und Paganini – Regie: Nikos Perakis
- 1977: Die Brüder – Regie: Wolf Gremm
- 1977: Tod oder Freiheit (zusammen mit John Victor Smith) – Regie: Wolf Gremm
- 1978: Wir sind Utopia – Regie: Dagmar Damek
- 1978: Schöner Gigolo, armer Gigolo – Regie: David Hemmings
- 1978: Der Schneider von Ulm – Regie: Edgar Reitz
- 1979: David – Regie: Peter Lilienthal
- 1979: Die Schattengrenze (TV-Spielfilm, zusammen mit Evelyn Schmidt) – Regie: Wolf Gremm
- 1979: Milo Milo – Regie: Nikos Perakis
- 1980: Fabian – Regie: Wolf Gremm
- 1980: Der Aufstand (La insurrección) – Regie: Peter Lilienthal
- 1981: Kein Reihenhaus für Robin Hood – Regie: Wolf Gremm
- 1981: Die zweite Haut (TV-Spielfilm) – Regie: Frank Beyer
- 1982: Wer spinnt denn da, Herr Doktor? – Regie: Stefan Lukschy, Christian Rateuke
- 1982: Dear Mr. Wonderful – Regie: Peter Lilienthal
- 1983: Bella Donna – Regie: Peter Keglevic
- 1984: Das Autogramm – Regie: Peter Lilienthal
- 1984: Morgen in Alabama – Regie: Norbert Kückelmann
- 1985: Didi und die Rache der Enterbten – Regie: Dieter Hallervorden, Christian Rateuke
- 1985: Nachtgelächter (TV-Spielfilm) – Regie: Dagmar Damek
- 1986: Das Schweigen des Dichters – Regie: Peter Lilienthal
- 1986: Irgendwie und sowieso (TV-Serie, 12 Folgen) – Regie: Franz Xaver Bogner
- 1988: Der Radfahrer von San Cristóbal – Regie: Peter Lilienthal
- 1988: Goldjunge – Regie: Sven Severin
- 1989: Er – Sie – Es (TV-Spielfilm) – Regie: Sven Severin
- 1991: Leise Schatten – Regie: Sherry Hormann
- 1992: Abgetrieben (TV-Spielfilm) – Regie: Norbert Kückelmann
- 1994: Gefangene Liebe (TV-Spielfilm) – Regie: Dagmar Damek
- 1995: Wasserman – Der singende Hund (TV-Spielfilm) – Regie: Peter Lilienthal
- 1995: Angesichts der Wälder – Regie: Peter Lilienthal
- 1996: Alle haben geschwiegen (TV-Spielfilm) – Regie: Norbert Kückelmann
- 1997: Porträt eines Richters (TV-Spielfilm) – Regie: Norbert Kückelmann
- 1998: Zucker für die Bestie (TV-Spielfilm) – Regie: Markus Fischer
- 1999: Todesengel (TV-Spielfilm) – Regie: Markus Fischer
- 2000: Verlorene Kinder (TV-Spielfilm) – Regie: Norbert Kückelmann
- 2001: Ein Fremder (TV-Dokumentarfilm, aus der Reihe Denk ich an Deutschland) – Regie: Peter Lilienthal
- 2002: Tanners letzte Chance – Regie: Ernst Josef Lauscher
- 2002: Ich hab es nicht gewollt – Anatomie eines Mordfalls (TV-Spielfilm) – Regie: Norbert Kückelmann

## Auszeichnungen
- 1980: Deutscher Filmpreis/Bester Schnitt für Der Aufstand (Originaltitel: La insurrección).